# Велю Врачев
Велю Ганчев Врачев е български партизанин, офицер, генерал-майор.

## Биография
Роден е в Копривщица. Бил е партизанин в чета „Тодор Каблешков“ на партизанска бригада „Георги Бенковски“. Брат му Иван Врачев е генерал-полковник. В периода 1969 – 1974 г. е командир на втора мотострелкова дивизия. С решение І 138 от 28 март 1974 г. полк. Велю Врачев е посмъртно повишен в звание „генерал-майор“.